# Momence
Momence ist eine Kleinstadt (City) im Kankakee County im Bundesstaat Illinois in den Vereinigten Staaten. Die Stadt liegt zu beiden Seiten des Kankakee River, rund 17 Kilometer ostnordöstlich von Kankakee und 80 Kilometer Luftlinie südlich des Stadtzentrums von Chicago. Bei der letzten Volkszählung im Jahr 2010 hatte Momence 3310 Einwohner.

## Geschichte
In der Region um Momence siedelten sich zuerst amerikanische Ureinwohner vom Stamm der Potawatomi an. Diese übergaben ihr Land am 26. Oktober 1832 mit dem sogenannten Treaty of Tippecanoe an die Regierung der Vereinigten Staaten und gingen danach in ein Reservat in der Nähe von Council Bluffs. Nach dem Wegzug der Potawatomi kamen Siedler aus New York und Vermont nach Illinois und siedelten sich entlang des Kankakee River an. 1834 wurde das Dorf gegründet und erhielt zunächst den Namen Lower Crossing, später wurde der Ort nach Isadore Moness, einem Potawatomi-Indianer, in Momence umbenannt. 1849 wurde das Lunchroom Building errichtet, dieses ist das älteste noch erhaltene Gebäude in Momence.
Im Jahr 1871 erreichte die Chicago, Danville and Vincennes Railroad die Stadt Momence. Um die Strecke hinter dem Ort weiterführen zu können, wurden im 19. und 20. Jahrhundert mehrere Brücken über den Kankakee River errichtet, die die Topografie des Flusses erheblich änderten. Zu dieser Zeit erlebte die Stadt ein starkes Wachstum, in den 1890er- und 1900er-Jahren entstand schließlich der größte Teil des heutigen Stadtzentrums von Momence, der Downtown Momence Historic District. Die meisten Gebäude des Altstadtbereiches sind im Italianate-Stil errichtet, es sind jedoch auch Gebäude im Stil der Greek-Revival-Architektur, des Neoklassizismus und der Neuromanik zu finden.
1916 wurde in Momence ein Werk des Automobilherstellers Blackstone Motor Company eröffnet, das Unternehmen wurde jedoch noch im gleichen Jahr aufgelöst. Ebenfalls um diese Zeit wurden die Straßen in der Stadt befestigt. In den frühen 1930er-Jahren erhielt Momence ein Schulgebäude. Nach dem Zweiten Weltkrieg siedelten sich in Momence wieder einige Unternehmen an, die die Einwohnerzahl bis 1960 nochmals vergleichsweise stark anwachsen ließen. Um 1970 wurde die Innenstadt von Momence modernisiert, im Mai 2006 wurde sie in das National Register of Historic Places aufgenommen.

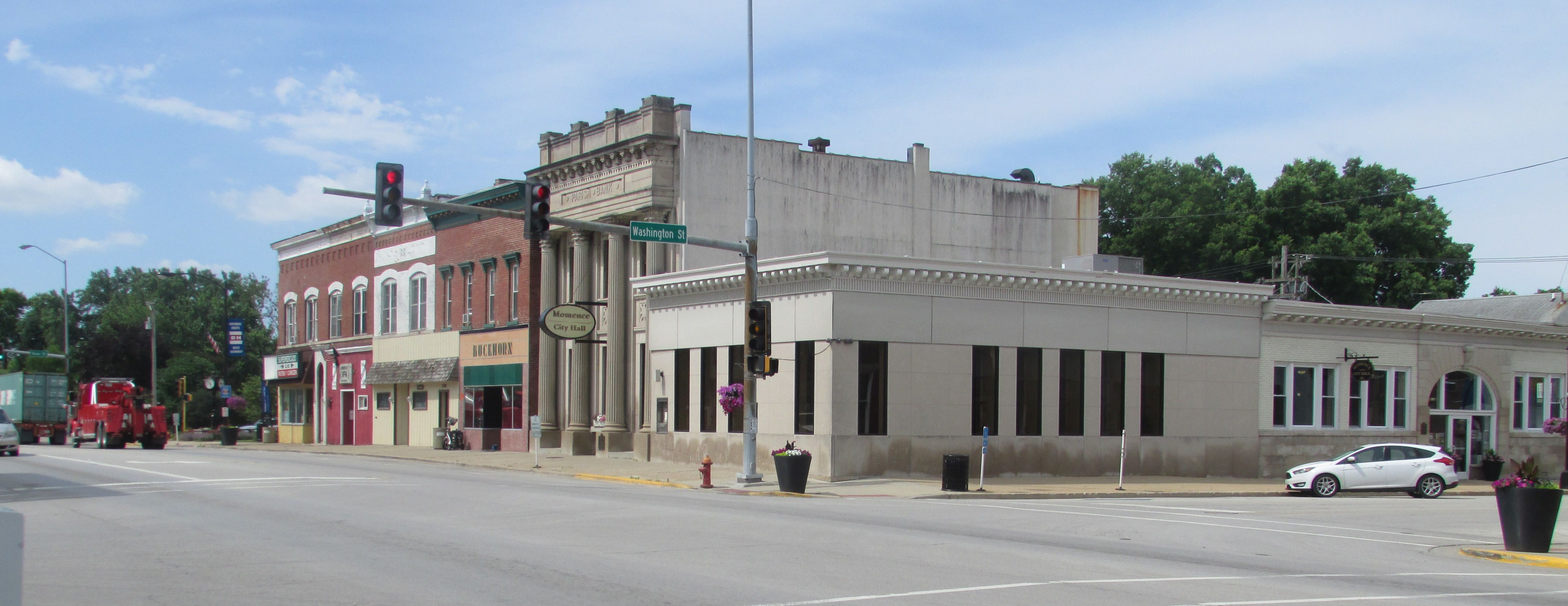
Rathaus von Momence
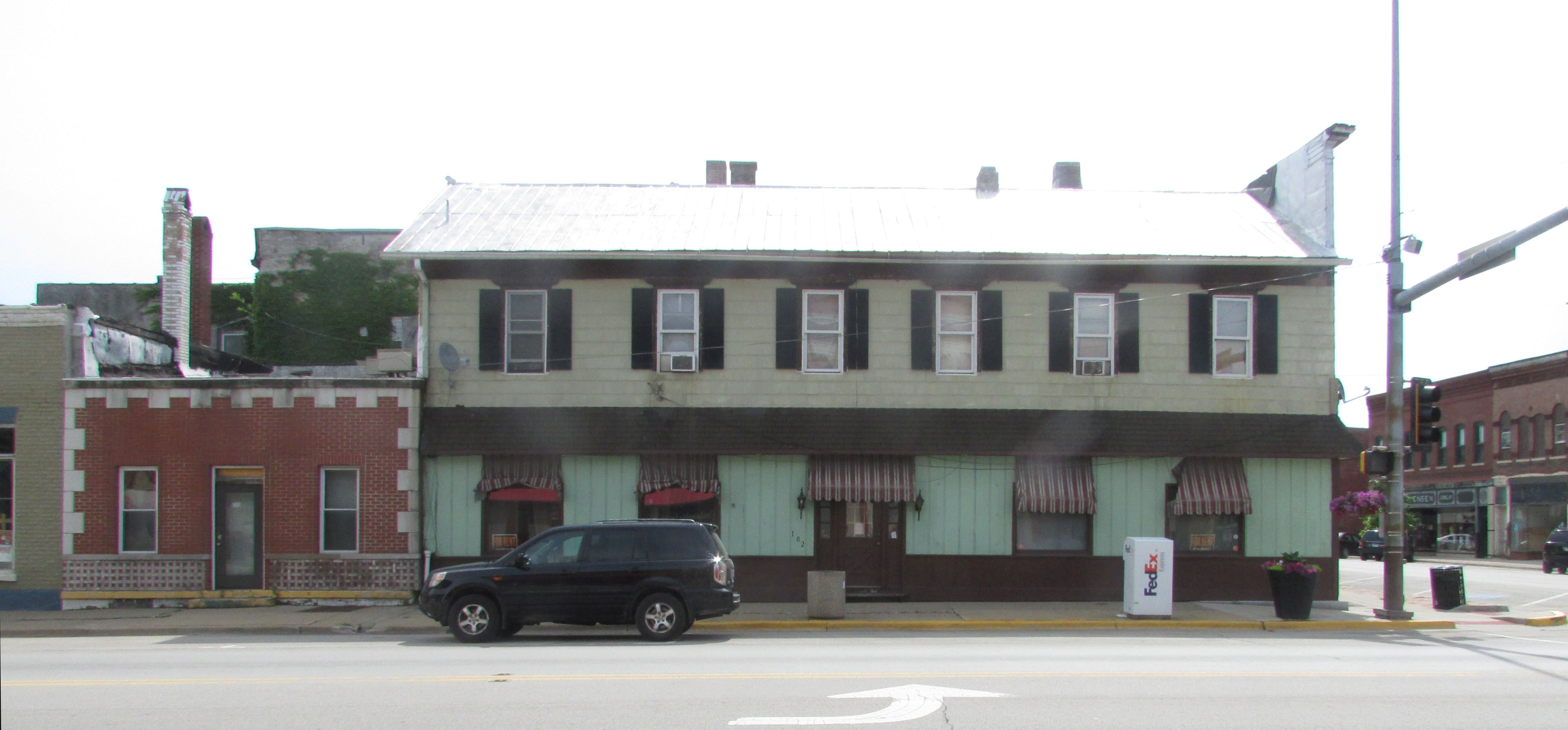
Lunchroom Building, das älteste erhaltene Gebäude der Stadt
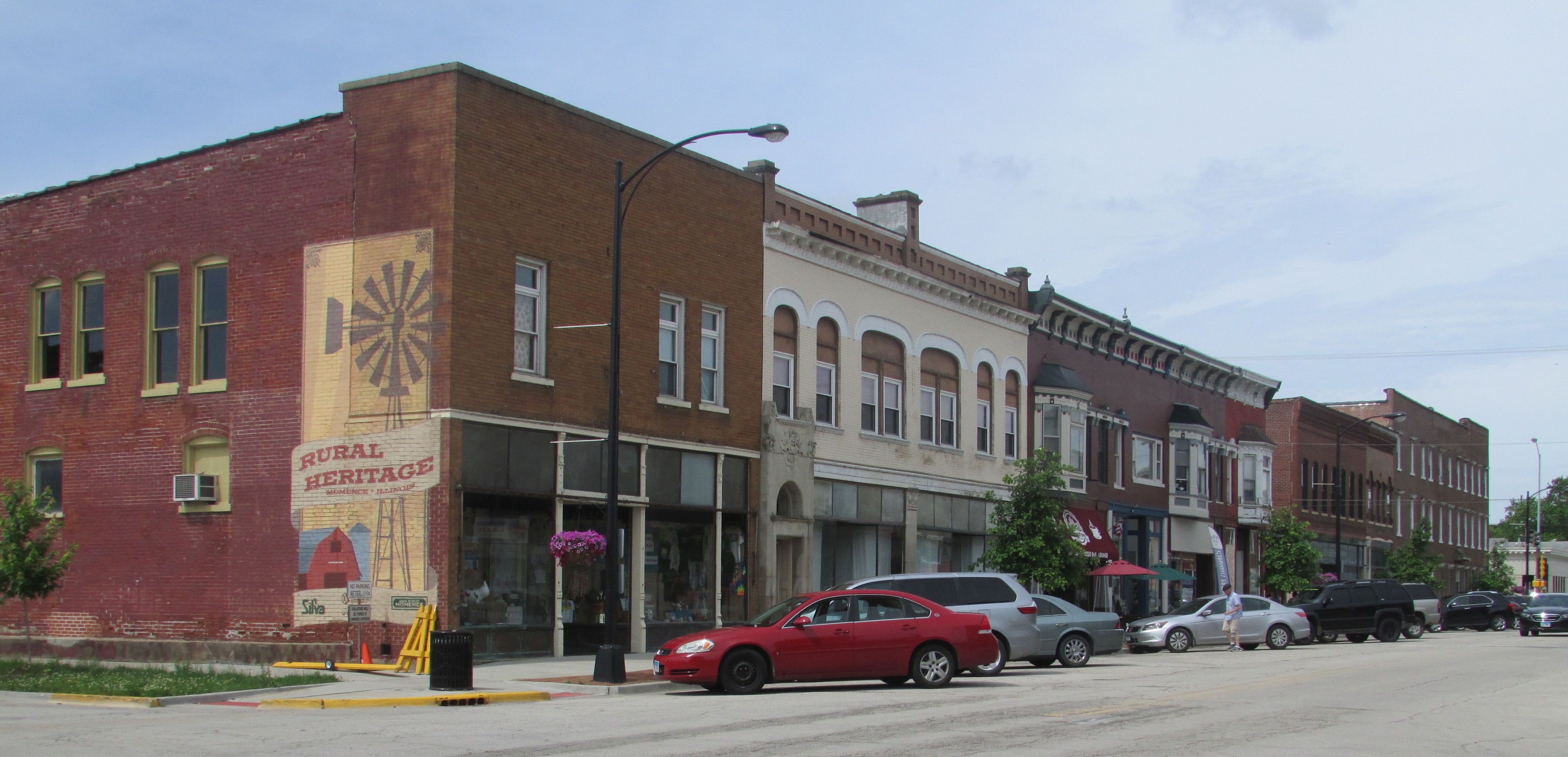
Washington Street
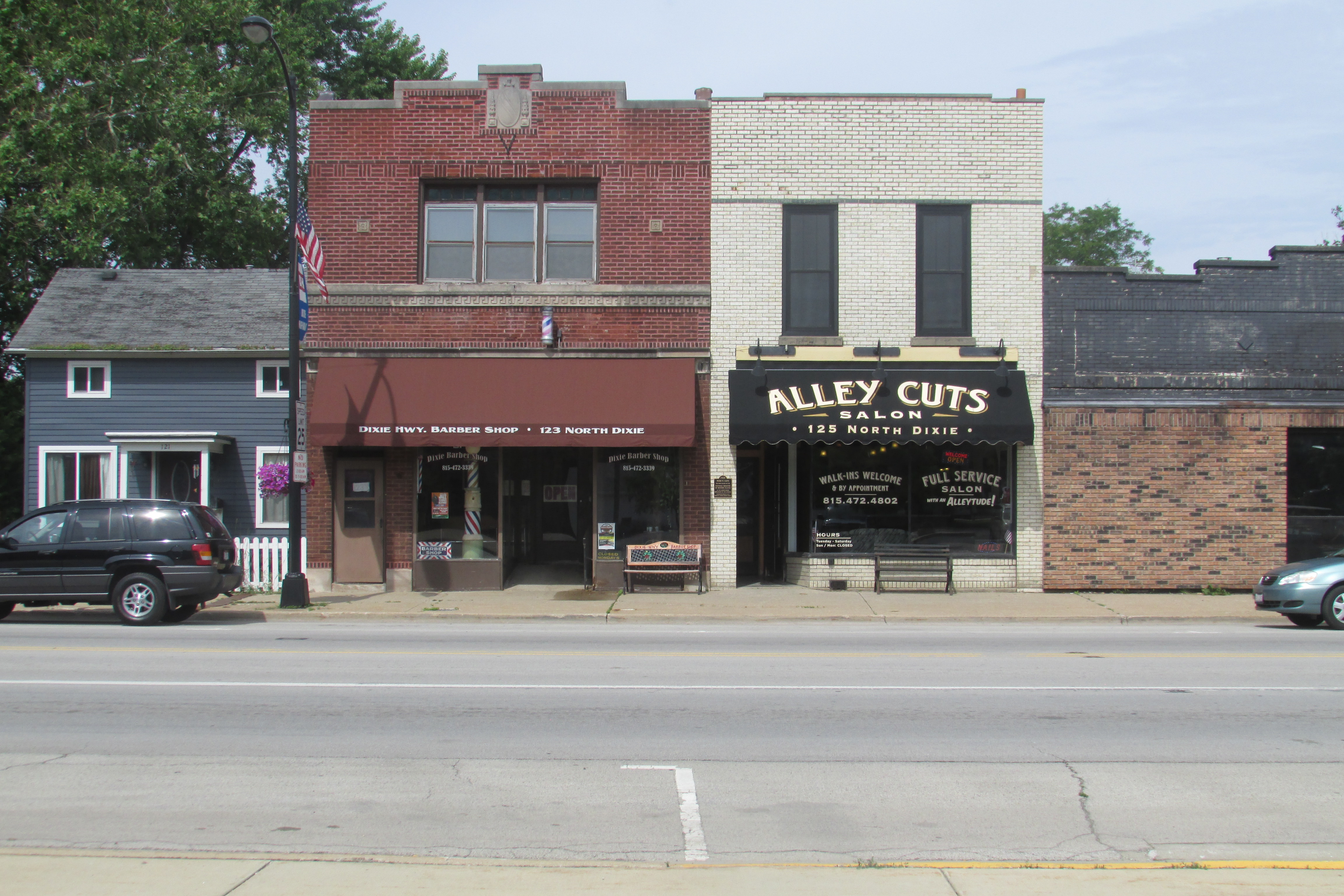
Häuser in der Altstadt
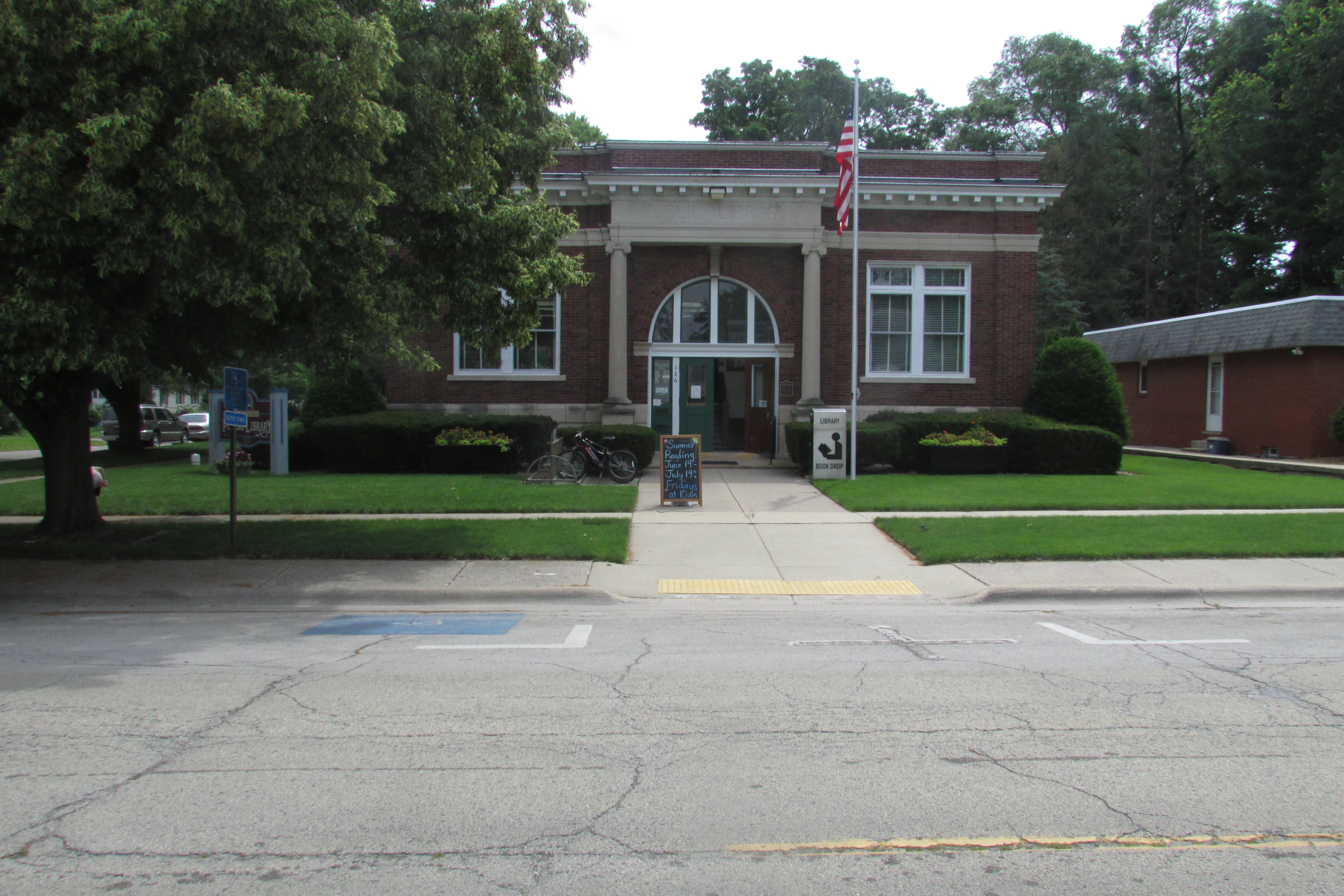
Edward Chipman Public Library

## Bevölkerung

### Census 2010
Beim United States Census 2010 hatte Momence 3310 Einwohner, die sich auf 1192 Haushalte und 814 Familien verteilten. 83,0 % der Einwohner waren Weiße, 5,1 % Afroamerikaner, 0,5 % amerikanische Ureinwohner, 0,3 % Asiaten; 8,7 % der Einwohner waren anderer Abstammung und 2,4 % hatten zwei oder mehr Abstammungen. Hispanics und Latinos machten 18,6 % der Gesamtbevölkerung aus. In 47,6 % der Haushalte lebten verheiratete Ehepaare, 14,7 % der Haushalte setzten sich aus alleinstehenden Frauen und 6,0 % aus alleinstehenden Männern zusammen. 35,5 % der Haushalte hatten Kinder unter 18 Jahren, die bei ihnen wohnten und in 28,7 % der Haushalte lebten Senioren über 65 Jahre.
Das Medianalter lag in Momence im Jahr 2010 bei 38,0 Jahren. 25,3 % der Einwohner waren jünger als 18 Jahre, 8,5 % waren zwischen 18 und 24, 25,6 % zwischen 25 und 44, 25,1 % zwischen 45 und 64 und 15,5 % der Einwohner waren 65 Jahre oder älter. 50,7 % der Einwohner waren männlich und 49,3 % weiblich.

### Census 2000
Beim United States Census 2000 lebten in Momence 3171 Einwohner in 1159 Haushalten und 784 Familien. 89,18 % der Einwohner waren Weiße, 4,32 % Afroamerikaner, 0,19 % amerikanische Ureinwohner, 0,09 % Asiaten, 4,95 % anderer Abstammung und 1,26 % waren mehrerer Abstammungen. 11,38 % der Gesamtbevölkerung waren Hispanics oder Latinos.
Zum Zeitpunkt der Volkszählung betrug das Medianeinkommen in Momence pro Haushalt 37.898 US-Dollar und pro Familie 45.379 US-Dollar. Das durchschnittliche Pro-Kopf-Einkommen lag bei 17.836 US-Dollar. 9,2 % der Einwohner von Momence lebten unterhalb der Armutsgrenze, davon waren 12,1 % unter 18 und 6,4 % über 65 Jahre alt.

## Infrastruktur
Momence liegt an der Illinois Route 1 zwischen Chicago und Watseka und an der Illinois Route 17 zwischen Kankakee und der Grenze zu Indiana. Außerdem liegt in Momence das westliche Ende der Illinois Route 114, die ebenfalls nach Indiana führt.
Momence liegt im Schulbezirk Momence Public Schools, in der Stadt gibt es eine Grundschule (K–4), eine Junior-Highschool (5–8) und eine Highschool (9–12). Im Schuljahr 2019/20 sind an allen Schulen zusammen 1230 Schüler eingeschrieben.

## Trivia
- Der Film Road to Perdition wurde teilweise in Momence gedreht.